# Gigi Reder
Gigi Reder, seudónimo de Luigi Schroeder (Nápoles, Italia; 25 de marzo de 1928 - Roma, Italia; 8 de octubre de 1998) fue un actor teatral, cinematográfico y de doblaje italiano.

## Biografía
Nació en el rione napolitano de Capodimonte, de padre alemán y madre italiana. Tras estudiar en la Universidad de Nápoles Federico II, se mudó a Roma, empezando a trabajar como presentador y actor de radioteatro. También debutó en los escenarios teatrales con obras dialectales y de vanguardia, y luego con compañías dirigidas por nombres famosos de la época, como Peppino De Filippo, Turi Ferro, Mario Scaccia y Giorgio Albertazzi.
Su debut en la pantalla grande se produjo a principios de la década de 1950 con pequeños papeles en varias comedias. Pareja cómica y actor de carácter, en su carrera de casi cincuenta años participó en unas sesenta películas, incluyendo obras de directores como Federico Fellini, Pietro Germi, Alberto Bevilacqua, Vittorio De Sica, Luigi Comencini y Luciano Salce.
Se volvió famoso entre el público en general a gracias al personaje del contable Filini en las películas dedicadas a los personajes de Ugo Fantozzi y Giandomenico Fracchia, creados e interpretados por Paolo Villaggio, creando con el cómico genovés una unión artística que daría lugar a catorce películas de éxito y dejaría una huella indeleble en la comedia italiana. Reder, Villaggio y Giuseppe Anatrelli, este último en el papel del aparejador trepador y pelotillero Calboni, formaron un verdadero trío cómico. También logró un considerable éxito de público por Fracchia la belva umana (en el papel de la vieja madre siciliana de un asesino en serie) y Fracchia contro Dracula. Por el papel del contable Filini obtuvo, en 1987, una nominación al David di Donatello al mejor actor de reparto por la película Superfantozzi y, en 1994, el Nastro d'argento al mejor actor de reparto por Fantozzi in Paradiso.
Murió a la edad de 70 años, de un paro cardíaco, en el Hospital "San Filippo Neri" de Roma; el funeral tuvo lugar al día siguiente en la Basílica de Santa María del Popolo y fue enterrado en el cementerio municipal de Formello, un municipio de Lacio al norte de la capital.
Paolo Villaggio, compañero de muchos éxitos, fue el primero en anunciar la noticia a la prensa, pronunciando estas palabras: «Muore una parte della mia vita. Era un grande attore che aveva recitato anche con Fellini ma la gente ormai lo identificava col suo personaggio. Tutti quelli che mi hanno chiamato mi hanno detto: "È morto Filini". Con me era come Peppino De Filippo con Totò: spesso faceva ridere più di me» («Muere una parte de mi vida. Era un gran actor que también había actuado con Fellini, pero la gente ya lo identificaba con su personaje. Todos los que me han llamado me dijeron: "Filini ha muerto". Conmigo era como Peppino De Filippo con Totó: a menudo hacía reír más que yo»).
Villaggio dedicó a su memoria Fantozzi 2000 - La clonazione, la última película de la saga de Fantozzi, en la que no aparece el contable Filini.

## Filmografía

### Cine
- 47 morto che parla, de Carlo Ludovico Bragaglia (1950)
- Bellezze in bicicletta, de Carlo Campogalliani (1951)
- Libera uscita, de Duilio Coletti (1951)
- Licenza premio, de Max Neufeld (1951)
- Porca miseria!, de Giorgio Bianchi (1951)
- Una bruna indiavolata, de Carlo Ludovico Bragaglia (1951)
- Stasera sciopero, de Mario Bonnard (1951)
- Carica eroica, de Francesco De Robertis (1952)
- Canzone appassionata, de Giorgio Simonelli (1953)
- Pane, amore e fantasia, de Luigi Comencini (1953)
- Stazione Termini, de Vittorio De Sica (1953)
- La domenica della buona gente, de Anton Giulio Majano (1953)
- L'oro di Napoli, de Vittorio De Sica (1954)
- Pane, amore e gelosia, de Luigi Comencini (1954)
- Peccato che sia una canaglia, de Alessandro Blasetti (1954)
- Gli innamorati, de Mauro Bolognini (1955)

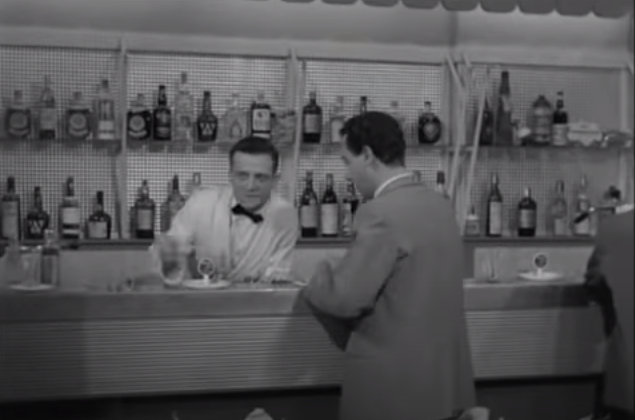
Reder con Alberto Sordi en La bella di Roma, de Luigi Comencini (1955).

- La bella di Roma, de Luigi Comencini (1955)
- Ana de Brooklyn (Anna di Brooklyn), de Vittorio De Sica y Carlo Lastricati (1958)
- La cento chilometri, de Giulio Petroni (1959)
- Ferdinando I° re di Napoli, de Gianni Franciolini (1959)

- Il vedovo, de Dino Risi (1959)

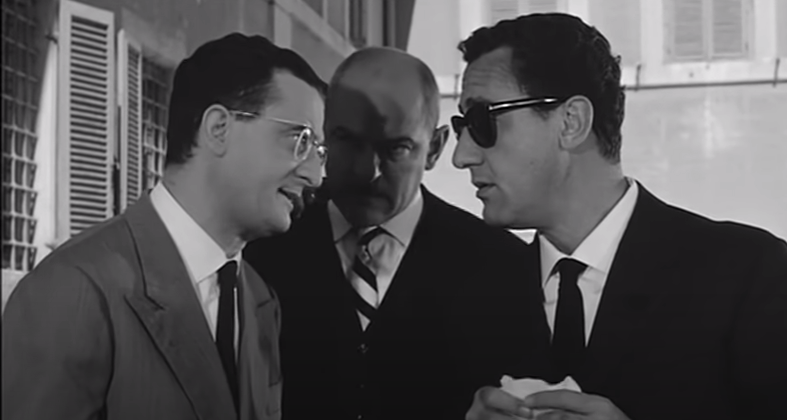
Con Alberto Sordi y Livio Lorenzon en Il vedovo, de Dino Risi (1959).

- Fra' Manisco cerca guai..., de Armando W. Tamburella (1961)
- Mina... fuori la guardia, de Armando W. Tamburella (1961)
- Il giudizio universale, de Vittorio De Sica (1961)
- Parigi o cara, de Vittorio Caprioli (1962)
- Made in Italy, de Nanni Loy (1965)
- Infanzia, vocazione e prime esperienze di Giacomo Casanova, veneziano, de Luigi Comencini (1969)
- Zingara, de Mariano Laurenti (1969)
- Cerca di capirmi, de Mariano Laurenti (1970)
- Satiricosissimo, de Mariano Laurenti (1970)
- La Califfa, de Alberto Bevilacqua (1970)
- Ma che musica maestro, de Mariano Laurenti (1971)
- L'emigrante, de Pasquale Festa Campanile (1973)

- Fantozzi, de Luciano Salce (1975)

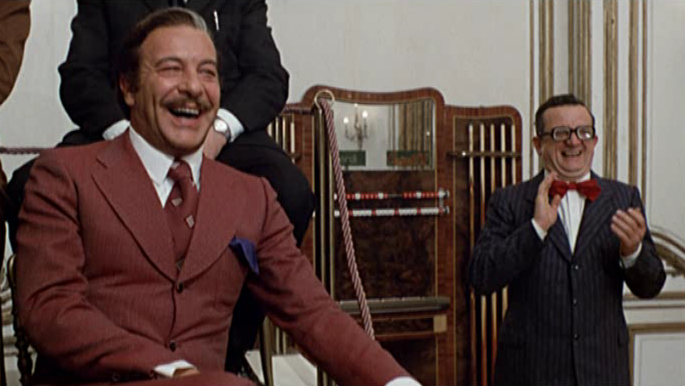
Junto a Giuseppe Anatrelli en Fantozzi, de Paolo Villaggio (1975).

- Il secondo tragico Fantozzi, de Luciano Salce (1976)
- Il... Belpaese, de Luciano Salce (1977)
- Lo chiamavano Bulldozer, de Michele Lupo (1978)
- Dove vai in vacanza?, (episodio "Sì, buana"), de Luciano Salce (1978)
- Rag. Arturo De Fanti, bancario precario, de Luciano Salce (1980)
- Café Express, de Nanni Loy (1980)
- Fantozzi contro tutti, de Neri Parenti y Paolo Villaggio (1980)
- Fracchia la belva umana, de Neri Parenti (1981)
- L'onorevole con l'amante sotto il letto, de Mariano Laurenti (1981)
- Quando la coppia scoppia, de Steno (1981)
- Vieni avanti cretino, de Luciano Salce (1982)
- Gian Burrasca, de Pier Francesco Pingitore (1982)
- Il tifoso, l'arbitro e il calciatore, de Pier Francesco Pingitore (1982)
- Stangata napoletana, de Vittorio Caprioli (1983)
- Fantozzi subisce ancora, de Neri Parenti (1983)
- Sfrattato cerca casa equo canone, de Pier Francesco Pingitore (1983)
- Champagne in paradiso, de Aldo Grimaldi (1984)
- Mi faccia causa, de Steno (1985)
- Fracchia contro Dracula, de Neri Parenti (1985)
- Superfantozzi, de Neri Parenti (1986)
- Grandi magazzini, de Castellano e Pipolo (1986)
- Una donna senza nome, de Luigi Russo (1987)
- Fantozzi va in pensione, de Neri Parenti (1988)
- Fantozzi alla riscossa, de Neri Parenti (1990)
- Il grande cocomero, de Francesca Archibugi (1993)
- Fantozzi in paradiso, de Neri Parenti (1993)
- A Dio piacendo, de Filippo Altadonna (1995)
- Fantozzi - Il ritorno, de Neri Parenti (1996)

### Televisión
- Il conte di Montecristo, de Edmo Fenoglio (1966)
- Il segreto di Luca, de Ottavio Spadaro (1969)
- I clowns, de Federico Fellini - doblado por Renato Cortesi
- Il cappello del prete (1970)
- Napoli 1860 - La fine dei Borboni (1970)
- All'ultimo minuto, de Ruggero Deodato (1971), ep. L'ascensore
- Giandomenico Fracchia - Sogni proibiti di uno di noi (1975)
- Il ritorno di Simon Templar (1978)

## Teatro
- Croque-monsieur de Marcel Mithois, dirigido por Daniele Danza, temporada teatral 1965-1966.

## Televisión

### Teatro en RAI
- Un figlio a pusticcio de Eduardo Scarpetta, dirigido por Mario Mangini y Pietro Turchetti, emitido el 7 de julio de 1959 en RAI
- O scarfalietto de Eduardo Scarpetta, dirigido por Mario Mangini y Pietro Turchetti, emitido el 28 de julio de 1959
- A che servono questi quattrini de Armando Curcio, dirigido por Armando Curcio, dirigido por Peppino De Filippo y Marcella Curti Gialdino, emitido el 28 de agosto de 1960
- Aria paesana de Peppino De Filippo, dirigido por Peppino De Filippo y Marcella Curti Gialdino, emitido el 4 de septiembre de 1960
- Pranziamo insieme de Peppino De Filippo, dirigido por Peppino De Filippo y Marcella Curti Gialdino, emitido el 4 de septiembre de 1960
- …Ma c’è papà de Peppino y Titina De Filippo, dirigido por Peppino De Filippo y Marcella Curti Gialdino, emitido el 11 de septiembre de 1960
- Il ramoscello d'olivo de Peppino De Filippo, dirigido por Peppino De Filippo y Marcella Curti Gialdino, emitido el 18 de septiembre de 1960
- Quale onore! de Peppino De Filippo, dirigido por Peppino De Filippo y Romolo Siena, emitido el 22 de abril de 1962
- L'ospite gradito de Peppino De Filippo, dirigido por Peppino De Filippo y Romolo Siena, emitido el 29 de abril de 1962
- Un pomeriggio intellettuale de Peppino De Filippo, dirigido por Peppino De Filippo y Romolo Siena, emitido el 6 de mayo de 1962
- Quel figuri di tanti anni fa... de Eduardo De Filippo, dirigido por Peppino De Filippo y Romolo Siena, emitido el 6 de mayo de 1962
- Quaranta… ma non li dimostra de Peppino y Titina De Filippo, dirigido por Peppino De Filippo en dos tiempos de Romolo Siena, emitido el 20 de mayo de 1962
- Il berretto a sonagli de Luigi Pirandello, dirigido por Peppino De Filippo y Romolo Siena, emitido el 27 de mayo de 1962
- La patente de Luigi Pirandello, dirigido por Peppino De Filippo y Romolo Siena, emitido el 3 de junio de 1962
- Una persona fidata de Peppino De Filippo, dirigido por Peppino De Filippo y Romolo Siena, emitido el 3 de junio de 1962
- Servizio completo de John Murray y Allen Boretz, dirigido por Flaminio Bollini, emitido el 13 de mayo de 1963
- Il viaggio de Georges Schehadé, dirigido por Flaminio Bollini, emitido el 29 de julio de 1963
- Rosemary de Molly Kazan, dirigido por Carlo Lodovici, emitido el 15 de diciembre de 1963
- L'avaro de Molière, dirigido por Maner Lualdi e di Carla Ragionieri, emitido el 27 de diciembre de 1963
- Antonello capobrigante calabrese de Vincenzo Padula, dirigido por Ottavio Spadaro, emitido el 8 de julio de 1964
- L'arpa d'erba de Truman Capote, dirigido por Flaminio Bollini, emitido el 22 de julio de 1964
- La sconcertante signora Savage di John Patrick, dirigido por Guglielmo Morandi, emitido el 11 de septiembre de 1964
- Lo scapolo, dirigido por Flaminio Bollini, emitido el 18 de noviembre de 1964
- Giulio Cesare de William Shakespeare, dirigido por Sandro Bolchi, emitido el 19 de febrero de 1965
- La casa enla frontiera de Sławomir Mrożek, dirigido por Maurizio Scaparro, emitido el 7 de febrero de 1969
- Il candidato de Gustave Flaubert, dirigido por Maurizio Scaparro, emitido el 22 de enero de 1971
- Quale onore! de Peppino De Filippo, dirigido por Peppino De Filippo y Romolo Siena, emitido el 1 de agosto de 1972
- Cupido scherza e spazza de Peppino De Filippo, dirigido por Romolo Siena, emitido el 8 de agosto de 1972
- Il malato immaginario de Molière, dirigido por Romolo Siena, emitido el 15 de agosto de 1972,
- Le metamorfosi di un suonatore ambulante, adaptación de Peppino De Filippo, dirigido por Romolo Siena, emitido el 22 de agosto de 1972
- Pascariello surdato cungedato («creduto vedova e nutriccia de 'na criatura»), dirigido por Antonio Calenda, emitido el 11 de julio de 1974

### Programas
- Sim Salabim, de Romolo Siena (1973)
- Supersera (1985)

## Doblaje

### Películas
- Jack Nicholson en ¡Valiente Marino!
- Enzo Cannavale en Los cuatro días de Nápoles, Arreglo de cuentas en San Genaro
- Salvatore Borgese en El Superpoderoso  y La mazzetta
- John Martino en El padrino
- Joe Sorbello en Rocky
- Samvise Gamgee en El Señor de los Anillos
- Burt Young en Érase una vez en América
- Al White en Airplane!
- Vinny Vella en Casino
- Nunzio Gallo en L'ultimo guappo
- Jacques Herlin en Il soldato di ventura
- Antonio Allocca en ¡Puños fuera!
- Bernard Blier en Voltati Eugenio
- Edgar Kennedy en Hogar dulce hogar
- Alan Hale en  Our Relations
- Marcello Martana en Asesinato en Puerta Romana
- Piero Vivaldi en Dos primos y un destino
- Luigi De Filippo en La piovra 3

### Dibujos animados
- Rattle en Los osos mañosos
- Abuelo en Oum, el delfín blanco
- Barón en  Hurricane Polimar
- Sagure en Superboy Galáctico